# Eucranta mollis
Eucranta mollis är en ringmaskart som först beskrevs av McIntosh 1876.  Eucranta mollis ingår i släktet Eucranta och familjen Polynoidae. Inga underarter finns listade i Catalogue of Life.